# Tomás Bulat
Tomás Ariel Bulat (Buenos Aires, 12 de septiembre de 1964 - Ramallo, Provincia de Buenos Aires, 31 de enero de 2015) fue un economista, periodista y docente argentino de ascendencia croata.

## Biografía
Se graduó en la Universidad de Buenos Aires, obtuvo un posgrado en la Universidad Federal de Río de Janeiro y un máster de Queen Mary and Westfield College & ILAS, University of London. Fue funcionario del PAMI durante la gestión de Fernando De la Rúa y asesor de Margarita Stolbizer y Ernesto Sanz.
Formó parte del gobierno de la Alianza, siendo Administrador del Fondo Federal de Capacitación (Foncap) que dependía del Ministerio de Desarrollo Social.
Fundó su propia consultora en el 2003. Transitó estudios de televisión y radios, y fue columnista en diversos diarios. Publicó varios libros como, Economía descubierta (2012), La economía de tu vida (2014) y Estamos como somos (noviembre de 2015).
Condujo su programa periodístico El inversor emitido por el canal A24. En el 2013 recibió el "Premio Martín Fierro de Cable 2013" a la mejor conducción periodística masculina por su actividad en C5N y A24, en los programas El Cronista TV, El diario, Resumen de medianoche y Resumen central.
Fue asesor de la Comisión de Presupuesto y Hacienda del Senado entre 2003 y 2005 y había hecho asesorías para el Banco de la Provincia y la Auditoría General de la Nación años atrás.
En 2007 fue asesor en la Legislatura Porteña de Sergio Abrevaya, y luego lo acompañó desde 2012 hasta su fallecimiento como economista del Consejo Económico y Social de CABA que presidió el exlegislador. 
Definido por él mismo como "economista de profesión, periodista de oficio y docente de alma", había sido tentado en las últimas semanas por el Frente Renovador, que lidera Sergio Massa, para presentarse como candidato a jefe de Gobierno porteño, cargo que rechazó.
En el plano académico dictó clases en la UBA, en la Universidad de Palermo, en el Instituto Nacional de la Administración Pública (INAP) y en el Colegio Nacional de Buenos Aires.
Contrajo matrimonio con Carina Onorato, fueron padres de tres hijos. Uno de ellos, Santiago, es actualmente un reconocido economista, quien se hizo cargo del proyecto comunicacional de su padre, fundando la productora Equipo Bulat.
Murió en la madrugada del sábado 31 de enero de 2015, tras sufrir un accidente automovilístico en el kilómetro 195 de la autopista a Rosario, a la altura de la ciudad bonaerense de Ramallo. Bulat, de 50 años, viajaba en la parte trasera de un Peugeot 408, que ejercía la función de remís y en el que regresaba a Buenos Aires tras haber dado una conferencia en San Genaro, Santa Fe.
De acuerdo a las primeras informaciones y por circunstancias que aún se desconocen, el coche embistió por la parte trasera a un camión que circulaba en su mismo sentido. El chófer del remís, solo sufrió heridas leves.
Según informaron fuentes policiales, cuando llegaron al lugar de los hechos, ya había fallecido, con lo que se dio aviso a la Policía Científica para que realizara los peritajes correspondientes. Como producto del choque se produjo un latigazo en su cuerpo, tenía en ese momento puesto el cinturón de seguridad a la altura del abdomen, y la posterior fractura de costillas, lo que le provocó la muerte en el acto.

## Televisión
- 2007 - 2014: El Inversor.
- 2007 - 2008: Mañanas argentinas.
- 2008 - 2010: El Diario.
- 2010: Resumen de medianoche.
- 2011: Sensación térmica.
- 2011 - 2012: Resumen central.
- 2013 - 2014: El cronista TV.